# Илија Пржић
Илија Пржић (Пожаревац, 18. фебруар 1899 – Београд, између 27. октобра и 18. новембра 1944) био је српски и југословенски правник, доктор правних наука, професор Правног факултета Универзитета у Београд, члан Ротари клуба носилац Ордена Југословенске круне IV реда. За време немачке окупације у Другом светском рату био је истакнут колаборациониста. Стрељан је од нових комунистичких власти након ослобођења Београда, а његово име је објављено на списку 105 стрељаних у листу Политика.

## Биографија

### Образовање и академска каријера
Рођен је 18. фебруара 1899. године у Пожаревцу, као син Александра Пржића. Основну школу и пет разреда гимназије је завршио у Лесковцу, када му је школовање прекинуто услед Првог светског рата. Након рата је са одличним успехом завршио Другу мушку гимназију у Београду.
Дипломирао је 1923. године на Правном факултету Универзитета у Београду, а током студија је награђиван за светосавске темате (студентске радове). Ту је уписао докторски течај на јавноправној и економско-финансијској групи. За докторске студије је добио стипендију француске владе, тако да је школску 1924/1925. годину провео у Бордоу и Паризи. Докторирао је са одликом 1932. године на тему заштите мањина.
За асистента на Правном факултету Универзитета у Београду је изабран 1920. године, још током студија. Радио је хонорарно на усаглашавању правне терминологије нових закона у Министарству унутрашњих дела Краљевине Југославије.
У звање доцента на Правном факултету Универзитета у Београду изабран је 1933. године, а пресудну улогу у избору имао је Живојин Перић као члан комисије. Ванредни професор је постао 20. новембра 1937. године. Предавао је државно и међународно право, међународно јавно право, а касније и канонско право.
Био је члан бројних стручних удружења, попут Удружења правника Краљевине Југославије, као и један од оснивача и секретар Југословенског удружења за међународно право. Важио је за изузетног експерта у области ваздухопловног права. Многе стручне радове је објавио у Летопису Матице српске и Српском књижевном гласнику.
На предлог министра правде, одликован је Орденом Југословенске круне IV реда 1935. године.

### Други светски рат
Био је немачки симпатизер пре Априлског рата. У време окупације, Пржић се јавио на конкурс за избор у наставничко звање и наставио да предаје на Правном факултету Универзитета у Београду. Када је избио устанак у Србији против немачке окупације, Пржић је узео учешћа међу српским колаборацинистима који су осудили устанак. Потписник је Апела српском народу августа 1941. По налогу Милана Недића Илија Пржић и Цветан Ђорђевић су почетком 1943. године са групом сарадника саставили Главни циљ народно-задружног уређења државе, пројекат о „сељачкој држави”. Жеља је била да се унапреди материјални и духовни живот и ојача сељаштво. Држава би пружала сељацима помоћ, а на челу уједињених српских домаћина био би Милан Недић као врховни домаћин.. Ухапшен је само три дана након ослобођења Београда, тачније 23. октобра 1944. године у кући у Хаџи-Мелентијевој улици бр. 40. О његовој судбини породица није знала ништа све до 27. новембра 1944. године, када је на насловној страни листа Политика објављен саопштење Војног суда Првог корпуса Народноослободилачке војске Југославије о суђењу ратним злочинцима и списак са именима 105 стрељаних, који су означени као народни непријатељи.
Војислав Пржић, Илијин брат и предратни официр Југословенске војске, такође је ухапшен од агената ОЗНЕ, јер иако је прихватио да иде на Сремски фронт, није желео да поново полаже војничку заклетву. Касније је осуђен на затворску казну са принудним радом.
Породица Пржић је 1947. године присилно исељена из Београда за само 24 сата, те одлази у Вуковар. Преко неких личних познанстава успели су да дођу до Моше Пијаде, који им је написао цедуљицу са дозволом за повратак. Међутим, у њихову кућу је било усељено пет партизанских породица, тако да су на располагању имали подрум и вешерницу.

## Дела
- Основи ваздухопловног права;
- Држава и право у делу Леона Дигија, Нови Сад 1929;
- Пословник Народне скупштине Краљевине Срба, Хрвата и Словенаца - са објашњењима из парламентарне праксе и законским одредбама, Београд 1934;
- Ново међународно право, Београд 1934;
- Државно и међународно право, Београд 1934;
- Црквено право, 1937. и 1939;
- Спољна политика Србије 1804-1914, Београд 1939.

## Одликовања
- Орден Југословенске круне IV реда